# Radikaler Pietismus
Radikaler Pietismus, genannt auch Radikalpietismus, Separatismus/ separatistischer Pietismus, außerkirchlicher/kirchenkritischer oder konsequenter Pietismus (etwa ab der Mitte der 1670er), war eine kirchenkritische Strömung innerhalb des Pietismus. Die meisten radikalen Pietisten waren davon überzeugt, dass wahres Christentum nur außerhalb der verfassten Kirche gelebt werden könne. Deshalb nahmen sie nicht an den Gottesdiensten und Abendmahlsfeiern der Staatskirche teil. Viele verweigerten Taufe und Konfirmation ihrer Kinder und hielten diese von der Schule fern. Außerdem war ein großer Teil der radikalen Pietisten gegenüber Sexualität/Ehe, Eidesleistung und Militärdienst kritisch eingestellt. Häufig vertraten radikale Pietisten auch von den offiziellen Kirchendogmen abweichende Lehren. Frauen konnten eine wichtige Rolle spielen, vor allem in Zusammenhängen mit Visionen oder Prophezeiungen.

## Begriff
Obwohl sich die Bezeichnungen „Radikaler Pietismus“ oder „Radikalpietismus“ durchgesetzt haben, sind sie nicht ganz unproblematisch. Solange sich keine andere Bezeichnung überzeugend durchsetzt, empfiehlt Hans Schneider jedoch die Beibehaltung der Bezeichnung trotz der begrifflichen Unschärfen und verknüpften Bewertungen.
Zunächst ist festzuhalten, dass „Radikalpietismus“ von keiner Gruppe selbst als Eigenbezeichnung verwendet wurde (wie „Pietismus“ zumindest anfangs auch eine Fremdbezeichnung war). Im Begriff schwingt also schon ein Urteil mit, dass es sich um etwas Radikales handelt. Hinzu kommt dabei das Problem, dass der Begriff „radikal“ sehr unscharf ist, weil mindestens drei verschiedene Bedeutungsebenen gemeint sein können:
- tief wurzelnd, ursprünglich, genuin, vollgehaltlich (lat. radix = die Wurzel, vgl. Radieschen)
- extrem bis hin zu gewaltsam
- besonders konsequent

Martin Brecht hält diese Bedeutungen für so unscharf, dass sie für ihn unzutreffend und unbrauchbar sind; stattdessen schlägt er vor, vom „außerkirchlichen Pietismus“ zu sprechen. Dieser kann durch seine beiden Hauptvarianten, die auch als Mischform auftreten können, näher bestimmt werden:
1. Separatistischer Pietismus (in Abgrenzung zur Kirche als Institution)
2. Heterodoxer Pietismus (in Abgrenzung zu kirchlichen Dogmen oder Bekenntnissen)

Auch diese Begriffe sind aus der kirchlichen Perspektive (Abweichung von der Kirche und ihren Lehren), aber sie vermeiden die Konnotationen, die das Adjektiv „radikal“ in Bezug auf die auftretenden Phänomene des außerkirchlichen Pietismus fälschlicherweise assoziieren lassen könnte.
Wenn das von Vorurteilen besetzte Wort „radikal“ im Sinne von „umstürzlerisch“ aufgefasst wird, so liegt ein Missverständnis vor, weil die „radikalen Pietisten“ kaum bis gar kein Interesse an gewaltsamen Änderungen von Politik und Gesellschaft hatten. Weniger pejorative Bezeichnungen wären „entschiedene“ oder „konsequente Pietisten“ oder „kirchenreformerische Fromme“.
Als „umgekehrter Separatismus“ wird die Praxis bezeichnet, dass man z. B. als pietistisch geprägter Pfarrer in der eigenen Kirchengemeinde die Leute mehr und mehr ausschließt, die nicht den eigenen Vorstellungen von Wiedergeburt und Heiligung entsprechen. Dadurch entstand dann mit der Zeit eine pietistisch geprägte Kirchengemeinde, anstatt dass der Pastor mit pietistischen Gesinnungsgenossen in die Separation ging. Der frühe Francke und manche seiner Anhänger können hierfür als Beispiele genannt werden. Francke selbst ist nicht in die Separation gegangen, aber er hat durch seine perfektionistischen Lehren (Streben nach Heiligung) den Samen dafür gesät.

## Forschungsgeschichte
Die Bezeichnung „radikaler Pietismus“ geht – inklusive ihrer abwertenden, pejorativen Konnotation – auf Albrecht Ritschl in den 1880ern zurück. Emanuel Hirsch, Schneider und Wallmann gehen von zwei Zweigen aus, wobei der eine von Philipp Jakob Spener und der andere von Johann Jakob Schütz begründet wurde.
Wallmann nimmt eine dreifache Charakterisierung des Radikalpietismus (enger Pietismusbegriff) vor:
1. Konventikel zur Sammlung der Frommen
2. neue Eschatologie: „Hoffnung auf bessere Zeiten“
3. biblische Frömmigkeit: tota scriptura

Mit der Zeit wurde aber erkannt, dass diese Kriterien nicht auf jede Person zutreffen (wie z. B. Eberhard Ludwig Gruber, der allen Formen von Gemeinschaften – inklusive Konventikeln – kritisch gegenüber steht, Charles Hector de Saint George Marquis de Marsay, bei dem man keine Hoffnung auf bessere Zeiten feststellen kann, oder die Inspirierten, bei denen das lebendige prophetische Wort gegenüber der Bibel höher eingestuft wurde). Schneider schlägt daher folgende Kriterien zur Identifikation des radikalen Pietismus vor:
1. Heterodoxie
2. Separatismus
3. Non-Konformität (Protestverhalten; Verweigerungsrituale: keine Teilnahme an Gottesdienst und/oder Abendmahl)

Dabei spielen vor allem die Verhältnisbestimmung einzelner Radikalpietisten zu der lutherischen oder reformierten Kirche eine Rolle, die Sicht der Kirche und das Selbstverständnis. Und auf wenige radikale Pietisten trifft Non-Konformität nur bedingt zu, vor allem Ärzte, Pfarrer und Regierungsbeamte, die in teilweiser Anpassung an die Gesellschaft lebten.
Eine weitere Ausdifferenzierung nimmt Schantz vor, indem er vier Kategorien aufstellt:
1. spiritualistisch-alchemistisches Modell
2. millenialistisches Modell
3. Konventikel-Modell
4. Sekten-Modell

## Wurzeln
Die Bewegung kam mit dem Pietismus im späten 17. Jahrhundert auf. Mit dem Auftreten der pietistischen Bewegung innerhalb der lutherischen und reformierten Kirchen Deutschlands traten auch mystisch-spiritualistische Kreise vermehrt an die Oberfläche. Sie beeinflussten den Pietismus, in besonderer Weise seinen radikalen Flügel, aber sind von diesem zu unterscheiden. Als Pietisten bzw. radikale Pietisten sind nur diejenigen Personen zu bezeichnen, deren Biographie in den engeren Kontext der pietistischen Bewegung gehört.
Die Wurzeln und die Entstehung des radikalen Pietismus sind vielschichtig: Zum einen sind es die Ideen des mystischen Spiritualismus des 16. und 17. Jahrhunderts und seiner Quellen, zum anderen ist es die radikale Rezeption der Schriften Johann Arndts, der in seinen Werken mystisch-spiritualistische Quellen verarbeitet hat. Weiterhin nahmen radikale Pietisten Ideen der radikal-reformatorischen Täuferbewegung durch persönlichen Kontakte zu Täufern und die Rezeption täuferischer Literatur auf. Ebenso wohnte den durch Philipp Jakob Spener und Theodor Undereyck angeregten Collegia pietatis (Konventikel) die Tendenz zur Radikalisierung inne. Die Sammlung der Frommen innerhalb der Kirche konnte in der Absonderung dieser Frommen von der Kirche und der Welt enden. Die Ideen des reformierten Theologen Jean de Labadie, der sich mit seinen Anhängern von der reformierten Kirche trennte, konnten hier zum Vorbild werden.

## Geschichte

### Im 17. Jahrhundert
Schon nach dem Weggang Theodor Undereycks aus Mülheim an der Ruhr, wo er von 1660 bis 1668 als Pfarrer der reformierten Gemeinde im Sinne des Pietismus gewirkt hat, kam es zur Separation frommer Kreise. Diese waren angeregt durch den niederländischen Labadismus.
Ein Beispiel für eine Separation von der reformierten Kirche bietet der Pfarrer Samuel Nethenus, der zwar keine heterodoxen Anschauungen vertrat, aber durch seine radikale Abendmahlszucht, die er in seinen Gemeinden durchzusetzen versuchte, für diese untragbar wurde.
Ähnlich wie dem reformierten Pietismus erging es dem von Philipp Jakob Spener angeregten Pietismus in den lutherischen Kirchen. Schon während Speners Wirksamkeit in Frankfurt am Main wandte sich der mit Spener befreundete Frankfurter Rechtsanwalt Johann Jakob Schütz (1640–1690) zunehmend von der Kirche ab, nahm mystisch-spiritualistische Gedanken auf und wurde schließlich zu einer Führungspersönlichkeit des frühen radikalen Pietismus. Dasselbe gilt für Johanna Eleonora von Merlau, die spätere Frau Johann Wilhelm Petersens, die ebenfalls in Frankfurt am Main seit 1676 neben dem Collegium pietatis Speners ein eigenes Konventikel unterhielt.
Nach der pietistischen Erweckung in Leipzig um August Hermann Francke und deren Unterdrückung durch die kirchliche und weltliche Obrigkeit in den Jahren 1689/90 trat der Pietismus wie auch sein radikaler Flügel in ein neues Stadium ein. Die Unterdrückungsmaßnahmen, die zahlreichen Streitschriften für und wider die Sache des Pietismus und die obrigkeitlichen Antipietistenedikte trugen zu Radikalisierungen innerhalb der pietistischen Bewegung bei. Es kam auch zu ekstatischen, prophetischen und visionären Erscheinungen in ihr.
Durch das Ehepaar Petersen wurde der Chiliasmus und die Allversöhnung innerhalb des Pietismus propagiert. Die Gemeinsamkeiten mit den englischen Philadelphiern unter Jane Leade wurden von ihnen fruchtbar gemacht. Das Ehepaar Petersen wurde zu einem Knotenpunkt der Kommunikation für radikale Pietisten.
In den letzten Jahren des 17. Jahrhunderts stieg innerhalb des radikalen Pietismus die Erwartung einer eschatologischen Wende im Jahr 1700. Spektakuläre Amtsenthebungen radikal pietistischer Pfarrer (Johann Henrich Reitz, Philipp Jakob Dilthey, Heinrich Horch), die Verfolgung von Gesinnungsgenossen und die Amtsniederlegung von Gottfried Arnold 1698 steigerten diese Erwartungen.
Im Jahr 1700 kam es unter vielen radikalen Pietisten zu einem apokalyptischen Taumel, der in Aktionen endete, die das Tausendjährige Friedensreich vorbereiten sollten. Es kam zur „Kirchenrevolution“ in der lutherischen Grafschaft Solms Laubach, in der die radikalen Pietisten ihre Ansichten öffentlich durchzusetzen versuchten. Ein weiteres Zentrum wurden die beiden reformierten Wittgensteiner Grafschaften Sayn-Wittgenstein-Berleburg und Sayn-Wittgenstein-Hohenstein. Dort wurde ein „Melchisedekisches Priestertum“ mit Einsegnungen und Verleihungen neuer, biblischer Namen bei ekstatischen Versammlungen errichtet. Zwar scheiterten die Versuche der Aufrichtung einer philadelphischen Geistkirche, die die „toten Kirchentümer“ ablösen sollte, doch blieben die Hoffnungen darauf innerhalb des radikalen Pietismus bestehen.

### In der ersten Hälfte des 18. Jahrhunderts
Eschatologische Erwartungen konnten jederzeit wieder im radikalen Pietismus auflodern. Politische Ereignisse oder Entwicklungen innerhalb der Bewegung konnten hierfür Initialzündungen sein. So nahmen Wanderpropheten wie Johann Tennhardt, Johann Georg Rosenbach, Johann Maximilian Daut und Christian Anton Römeling immer wieder Konkretisierungen ihrer endzeitlichen Erwartungen anhand von aktuellen politischen Ereignissen vor und fanden damit großen Anklang.
Hatte es im radikalen Pietismus des 17. Jahrhunderts mit Ausnahme der Labadisten keine fest gefügten Gemeinschaftsformen gegeben, die über das Konventikel oder Aktionsbündnisse hinausreichten, kam es im 18. Jahrhundert mit den Inspirierten und den Schwarzenauer Neutäufern zu dauerhaften Gemeinschaftsbildungen. Die meisten radikalen Pietisten lehnten jedoch aufgrund ihres Spiritualismus organisatorische Strukturen und verpflichtende Lehrgrundlagen ab. Die Inspirierten gaben mit dem Davidischen Psalterspiel ein eigenes Liederbuch heraus. Eine weitere Gemeinschaftsbildung war die Sozietät der Mutter Eva, die jedoch wegen ihres abweichenden Sexualverhaltens selbst in religiös toleranten Herrschaften nicht geduldet wurde. Am Niederrhein entstand mit der Zionsgemeinde in Ronsdorf eine eigene radikal pietistischen Gemeindebildung.
Die Zentren des radikalen Pietismus in Deutschland befanden sich in der hessischen Wetterau, in den beiden Wittgensteiner Grafschaften Sayn-Wittgenstein-Berleburg und Sayn-Wittgenstein-Hohenstein, am Niederrhein, in der Grafschaft Isenburg-Büdingen und im Herzogtum Württemberg. Hier wurde vielen radikalen Pietisten Duldung oder gar Protektion gewährt. Die Grenzen waren jedoch erreicht, wenn die Obrigkeit angegriffen wurde (die Buß- und Drohworte der Inspirierten), die kirchliche Ordnung gefährdet war (durch die „Wiedertaufen“ der Neutäufer) oder die Lebensführung öffentliches Ärgernis erregte (Sozietät der Mutter Eva). Dadurch blieb den betroffenen radikalen Pietisten nur noch die Emigration. Die Niederlande und das zum dänischen Gesamtstaat gehörende Altona waren Zufluchtsorte. Des Weiteren kam immer mehr die Auswanderung in die neue Welt in den Blickpunkt, besonders in den Quäkerstaat Pennsylvania. Die den Täufern nahestehende Bewegung der Schwarzenauer Neutäufer, auch Tunker genannt, wanderte nach Nordamerika aus, wo bis heute unter anderem die Church of the Brethren besteht. Die Inspirierten wanderten erst Anfang des 19. Jahrhunderts in die neue Welt aus und gründet dort Siedlungen wie die Amana Colonies, die ihre religiöse Tradition zum Teil bis heute aufrechterhalten.
Dort, wo der Pietismus außerhalb des deutschen Reiches Fuß fasste, waren auch seine radikalen Vertreter zu finden, und es kam zu Auseinandersetzungen zwischen (radikalem) Pietismus und kirchlicher und weltlicher Obrigkeit. Zu nennen sind hier die lutherischen Herrschaften Dänemark, Schleswig, Holstein, Norwegen, Schweden, Finnland, die reformierten Niederlande und die Schweiz.
Zur Verbreitung radikalpietistischer Gedanken trug ein enges Kommunikationsnetz zwischen den Anhängern des radikalen Pietismus bei, ebenso eine Fülle heterodoxer Druckschriften und auch Erbauungsbücher. So gründete Johann Samuel Carl eine philadelphische Zeitschrift mit dem Titel „Geistliche Fama“, die in radikalen Kreisen ein begeistertes Publikum fand. Sie bestand von 1730 bis 1744. Es entstanden auch mehrere radikalpietistische Bibelausgaben mit Kommentaren heterodoxer Ausrichtung, unter denen die Berleburger Bibel die wirkmächtigste war.
Nach 1740 nehmen die Auseinandersetzungen um den radikalen Pietismus ab, andere Probleme innerhalb der Gesellschaft, der Kirche und Theologie drängten in den Vordergrund. Der radikale Pietismus existierte zwar weiter, wurde aber zu einer randständigen Erscheinung, die nur noch selten in den Vordergrund trat.

### Weitere Entwicklung des radikalen Pietismus
In Württemberg hatten radikal pietistische Ideen starken Einfluss auf viele Theologen, die sich zeitlebens nie von der Kirche trennten, so zum Beispiel Johann Albrecht Bengel, Friedrich Christoph Oetinger, Philipp Matthäus Hahn, Christian Gottlob Pregizer oder den Laienprediger Johann Michael Hahn, dessen Anhängerschaft sich bis heute in den Michael Hahn’schen Gemeinschaften sammelt. Gleiches gilt für die Anhänger von Christian Gottlob Pregizer in den Pregizer-Gemeinschaften.  Sie sind, trotz mancher radikal pietistischer Traditionsstränge, die sie bewahren, in der Regel Mitglieder ihrer jeweiligen evangelischen Landeskirche.
Im frühen 19. Jahrhundert wanderten radikale Pietisten („Separatisten“) aus Deutschland aus, gründeten in den Vereinigten Staaten und in Transkaukasien unter anderem kommunitaristische Siedlungen. Der württembergische Separatistenführer Johann Georg Rapp (1757–1847), ein Leinenweber aus Iptingen, errichtete die Siedlungen Harmony (Pennsylvania) (1804–1814), Harmony (Indiana) (1814–1824) und Economy (Pennsylvania) (seit 1824). In den von Rapp gegründeten pietistischen Siedlungen Amerikas wurde das Privateigentum vollständig abgeschafft, und seit 1807 wurde die sexuelle Askese, auch unter Ehepaaren, so stark gefördert, dass nur noch wenige Kinder geboren wurden. 1906 wurde die Harmony Society in Amerika offiziell aufgelöst.
Im letzten Jahrzehnt des 18. Jahrhunderts flammten die apokalyptischen Hoffnungen innerhalb des Pietismus wieder auf. Im Gefolge Bengels wurde Johann Heinrich Jung-Stilling mit seinem literarischen Schaffen zum Propagandisten einer Auswanderung nach Osten, wo man den Bergungsort der Frommen vor den Trübsalen der Endzeit vermutete. Dies führte zur Auswanderung pietistischer Gruppen nach Bessarabien, der Krim, dem Wolgagebiet und Kaukasien. In Georgien entstanden die Dörfer Katharinenfeld (heute Bolnissi), Marienfeld (heute Sartischala), Elisabethtal (heute Asureti), Alexandersdorf und Petersdorf. In Aserbaidschan gründeten sie Helenendorf (heute Göygöl), Annenfeld, Grünfeld, Eichenfeld und Traubenfeld. Andere träumten dagegen von einer Auswanderung nach Palästina. Infolge einer großen Auswanderungswelle im Jahr 1817 wurde 1819 die Gründung der Brüdergemeinde Korntal genehmigt, um einer weiteren Auswanderung der Pietisten vorzubeugen.
Auch die katholische Allgäuer Erweckungsbewegung ist durch den (radikalen) Pietismus beeinflusst. Aufgrund seiner chiliastischen Hoffnungen bewegte der ehemalige katholische Pfarrer Ignaz Lindl – er war zu der von Johann Jakob Wirz in Basel gegründeten Nazarenergemeine übergetreten – einen Teil seiner Anhänger zur Auswanderung nach Bessarabien, wo sie die Siedlung Sarata gründeten. Zu Beginn herrschte hier das Gemeinschaftseigentum vor. 1945 wurde die bessarabische Gemeine vertrieben, ihre Mitglieder schlossen sich der Nazarenergemeine in Egenhausen (Schwarzwald) an, die erst um 2000 ausstarb.
Ein Kreis von Separatisten um eine Gruppe in Rottenacker begründete 1817 die Siedlung Zoar (Ohio). Hier gab es kein Privateigentum – die Einführung des Gemeineigentums im Jahre 1819 wurde durch Johannes Breimaier (1776–1834) angeregt –, aber die sexuelle Askese galt nur wenige Jahre lang. Die Zoar Society wurde 1898 aufgelöst.
Die Siedlungen der württembergischen Radikalpietisten in den Vereinigten Staaten wurden von Friedrich Engels als Vorbild einer kommunistischen Gesellschaft angeführt und können als wesentliche Inspiration für das kommunistische Manifest gelten.
Am Niederrhein entstanden im zweiten Jahrzehnt des 18. Jahrhunderts, mit Zentrum in Mülheim an der Ruhr, nebenkirchliche Konventikel. Führer war Wilhelm Hoffmann (1676–1746), der eine indifferente Haltung gegenüber der kirchlichen Lehre und der Kirchenordnung an den Tag legte. Seine Anschauungen sind stark von der quietistischen Mystik durchdrungen. Sein wichtigster Mitarbeiter und nach seinem Tod der geistliche Führer der nebenkirchlichen Konventikel wurde Gerhard Tersteegen. Sein Erbe wurde von seiner Kirche aufgenommen und für die kirchliche Frömmigkeit fruchtbar gemacht. Tersteegen selber hat sich vom Abendmahl seiner Kirche ferngehalten, war aber kein Verfechter einer Separation.

## Wirkungen des radikalen Pietismus des 17. und frühen 18. Jahrhunderts

### Religion
Geistesgeschichtlich entfaltete der radikale Pietismus eine starke Wirkung.

Für die Kirchen bedeutete der radikale Pietismus eine vermeintliche Destabilisierung. Er problematisierte das äußere Kirchentum und seine Dogmen in wirkmächtiger Weise. Emanuel Hirsch fasst seine Wirkungen wohl treffend zusammen: 
„Erweichung der dogmatischen Strenge, Verachtung des theologischen Lehrbetriebs, freie Stellung zu den Bekenntnissen, Deutung der Schrift von der sie allein aufschließenden Geisteserfahrung und -offenbarung her, Lösung des Heilswegs von der äußerlich geschichtlichen Erkenntnis des Evangeliums, Eingrenzung oder Fortdeutung der ewigen Hölle und Verdammnis.“

Die Verflechtung von Staat und Kirche problematisierte der radikale Pietismus ebenso wie die Volkskirchlichkeit. Die konfessionellen Grenzen galten für ihn nicht mehr. Mit ihrem Individualismus und ihrer Ablehnung des Bekenntniszwangs haben die radikalen Pietisten der Aufklärung den Weg bereitet und können somit zur (radikalen) Frühaufklärung gerechnet werden. So hat der Pietismus überhaupt und insbesondere der radikale Pietismus wesentlich zur Ausbildung der individuellen Persönlichkeit beigetragen.
Auch für die kirchlichen Pietisten ist der Einfluss der radikalen Vertreter der gemeinsamen pietistischen Bewegung nicht zu unterschätzen. Ein sehr enges Geflecht von Beziehungen und gemeinsamen Ideen verband beide Teile einer Bewegung. Die verjagten und ausgegrenzten „radikalen“ Pietisten emigrierten teilweise ins Ausland, z. B. nach Amerika. Dies kann als ein Verlust (für Deutschland) bzw. als ein Gewinn (für Amerika) an religiöser Pluralität gedeutet werden – denn besonders diejenigen, die es mit der Religion besonders ernst nahmen und sich besonders stark engagiert haben, sind verloren gegangen.

### Gesellschaft
Gesellschaftspolitisch haben sie die Ideen von religiöser, literarischer und sozialer Toleranz eingebracht. Standesgrenzen ließen sie nicht gelten. Im radikalen Pietismus nahmen vielerorts Frauen eine herausragende Stellung ein und konnten sogar in religiöser Hinsicht gleichberechtigt mit den Männern auftreten. Es entsprach dem Selbstverständnis der Radikalpietisten, über alle Grenzen hinweg mit Gleichgesinnten Kontakt zu halten, da sie sich als „wahre Gemeinde Christi“ verstanden.

## Wichtige Vertreter und Haupteinflüsse des radikalen Pietismus

### Wichtigste Personen
|                  | Spritualistisch-alchemistisches Modell | Millenialistisches Modell | Konventikel-Modell | Sekten-Modell |
| ---------------- | --- | --- | --- | --- |
| beste Beispiele  | Gottfried Arnold (1666–1714) – war der Wegbereiter einer modernen, kritischen kirchengeschichtlichen Forschung (Hauptwerk Unparteiische Kirchen- und Ketzerhistorie) Johann Konrad Dippel – (Posthume Gesamtausgabe: Eröffneter Weg zum Frieden mit Gott und allen Creaturen. Berleburg 1747. 3 Bände) | Johann Wilhelm Petersen (1649–1727) und seine Ehefrau Johanna Eleonora von Merlau (1644–1724) | Johann Jakob Schütz – Führungspersönlichkeit der Frankfurter Separatisten, der „Saalhofpietisten“ Johann Henrich Reitz (1665–1720) – (Hauptwerk Historie der Wiedergebohrnen) Johann Friedrich Rock – Führungspersönlichkeit der Inspirierten | Schwarzenauer Neutäufer: Alexander Mack – Führer der Schwarzenauer Neutäufer |
| Haupteinflüsse   | Kaspar Schwenckfeld Johann Arndt – (Hauptwerk: Vier Bücher vom wahren Christentum) Jakob Böhme – (Hauptwerk: Die Morgenröte im Aufgang) Valentin Weigel Christian Hoburg – polemisierte gegen den Wahrheitsanspruch der Konfessionen (Hauptwerk Der unbekannte Christus)                               | Jane Leade und englische Philadelphier Thomas Beverley Joseph Mede und Heinrich Alsted | Jean de Labadie – Separatist innerhalb der reformierten Kirche, Gründer der „Labadisten“ Anna Maria von Schürmann Madame Guyon Pierre Poiret Theodor Undereyck                                                                                | Johann Georg Gichtel – Herausgeber der ersten Gesamtausgabe der Werke Jakob Böhmes; plädierte für die sexuelle Askese, die in einigen Gemeinschaften bis heute praktiziert wird (Engelsbrüder oder Gichtelianer; letzte Reste in Hessen und im Bergischen Land) |
| Kernaspekte      | Innerliche Erneuerung und Wiedergeburt, christliche Vollkommenheit, unsichtbare Kirche des Geistes, Sprache der Transformation aus der spirituellen Alchemie oft Beibehaltung lutherischen Gottesdienstes und der Sakramente                                                                           | Kritik gegenüber Konflikten in Reformationskirchen, Erwartung des neuen Philadelphischen Zeitalters von christlicher Einheit und Friede oft Beibehaltung lutherischen Gottesdienstes und der Sakramente | Priestertum aller Gläubigen, Betonung von Prophetie und der Rolle der Frau, „low level“-Organisation separatistisch, Verurteilung von Gottesdienst und Praxis reformierter Kirchen                                                            | Priestertum aller Gläubigen, Betonung der Rolle der Frau, „higher level“-Organisation separatistisch, Verurteilung von Gottesdienst und Praxis reformierter Kirchen                                                                                             |
| andere Beispiele | Ernst Christoph Hochmann von Hochenau Charles Hector de St George Marquis de Marsay und seine „Eheschwester“ Clara von Callenberg Johann Tennhardt Christoph Seebach | Konrad Bröske Heinrich Horch Samuel König Johann Christian Lange Ludwig Christoph Schefer | Gerhard Tersteegen Buttlarsche Rotte Johann Friedrich Haug Johann Otto Glüsing Inspirierte: Eberhard Ludwig Gruber – Führungspersönlichkeit der Inspirierten – und Johann Adam Gruber                                                         | Georg Conrad Beissel Peter Becker Christopher Sauer Peter Miller Anna Nitschmann |

### Weitere Vertreter
- Johann Jacob Haug – wichtigster Initiator der Berleburger Bibel, einer Bibelausgabe mit Kommentaren, die im radikalen Pietismus allgemein gelesen wurde
- Johann Daniel Müller – Konzertdirektor in Frankfurt am Main im Umkreis des jungen Goethe, danach als Begründer der Vereinigungskirche „Offenbarung Christi“ Autor von mindestens 27 Büchern, darunter Elias mit dem Alcoran Mahomeds

### Weitere Personen und Schriftsteller, die den radikalen Pietismus maßgeblich beeinflusst haben
- Joachim Betke
- Friedrich Breckling
- Sebastian Franck
- Johannes Tauler

## Gegenwärtige Radikalpietistische Kirchen
- Schwarzenau Brethren
- Inspirierte